# Фердинандо Медичи (великий принц Тосканский)
Фердина́ндо Мари́я Ме́дичи (итал. Ferdinando Maria de’ Medici; 8 сентября 1663, Флоренция, Великое герцогство Тосканы — 31 октября 1713, там же) — принц из дома Медичи, сын Козимо III, великого герцога Тосканы. Великий принц Тосканский с 1670 по 1713 год. Кавалер ордена Золотого руна.
Меценат. Коллекционировал произведения искусства и музыкальные инструменты. Меломан и музыкант. Современники называли его «принцем Орфеем». Превратил Флоренцию в важный музыкальный центр своего времени. В 1700 году, при финансовой поддержке великого принца, Бартоломео Кристофори изобрел фортепиано.

## Биография

### Ранние годы
Родился 9 августа 1663 года во Флоренции. Он был старшим сыном Козимо III Медичи, великого герцога Тосканы и Маргариты Луизы Орлеанской, принцессы из Бурбон-Орлеанского дома. С рождения носил титул великого принца Тосканы. В 1675 году родители великого принца разошлись. Мать вернулась в Париж, где была удалена в монастырь Святого Петра на Монмартре. Великий принц был импульсивным молодым человеком, вступавшим в споры с отцом по любому поводу. Воспитанием наследника престола занималась бабушка по отцовской линии, Виттория делла Ровере. Его дядя Франческо Мария Медичи, бывший только на три года старше племянника, оказал сильное влияние на мировоззрение Фердинандо.
У великого принца был такой же взбалмошный характер, как и у его матери. Внешне он был красив, прекрасный наездник, талантливый музыкант и певец, виртуозный исполнитель. Играл на клавесине, был мастером полифонии, которой обучался у Джанмарии Палиарди в Генуе, владел различными смычковыми инструментами, игре на которых он учился у Пьеро Сальветти.

### Меценат и меломан
Фердинандо хорошо разбирался в искусстве. Для семейной галереи им были куплены картины Рафаэля и Андреа дель Сарто. Он покровительствовал художникам Джузеппе Мария Креспи, Антонио Доменико Габбиани и Себастьяно Риччи. В 1705 году во Флоренции в монастыре Сантиссима-Аннунциата он организовал и провёл первую публичную выставку изобразительного искусства.  Среди поэтов великий принц был дружен с Винченцо да Филикайя и Бенедетто Менцини. Шипьоне Маффеи посвятил ему сборник «Джорнале де Леттерати» (1710).
Но главной страстью Фердинандо Медичи была музыка. Его вилла в Пратолино, примерно в 12 км от Флоренции, (ныне Вилла Демидофф, по имени её позднейшего владельца, Анатолия Демидова), стала домом для многих музыкантов. С 1679 по 1710 год каждый сентябрь здесь проходили оперные фестивали. Сначала они шли в большом салоне, но, начиная с 1696 года в новом театре, построенном на третьем этаже по инициативе великого принца и по проекту Антонио Мария Ферри.  До 1686 года представления шли под руководством Франческо Мария Медичи, но после того, как он стал кардиналом, постановкой спектаклей занялся сам великий принц.
Фердинандо Медичи пригласил во Флоренцию Алессандро и Доменико Скарлатти, Джакомо Антонио Перти, Джованни Легренци, Джованни Пальярди, Карло Поллароли, Джузеппе Мария Орландини, Бенедетто Марчелло и Бернардо Пасквини. Здесь выступали с концертами Георг Фридрих Гендель и Алессандро Скарлатти. Антонио Сальви, семейный врач Медичи, написал несколько либретто, послужившие литературной основой для опер Георга Фридриха Генделя. Премьера его оперы «Родриго» прошла во Флоренции в 1708 году.
Фердинандо Медичи поддерживал переписку с Алессандро Скарлатти, в которой обсуждались музыкальные детали опер композитора, пять из которых были поставлены великим принцем. В 1711 году Антонио Вивальди посвятил ему «Эстро Армонико». Он был также знаком с Арканджело Корелли.
В 1688 году великий принц нанял Бартоломео Кристофори, мастера-изготовителя клавесинов из Падуи, хранителем своей коллекции музыкальных инструментов. Материальная поддержка и интерес со стороны Фердинандо Медичи помогли мастеру сначала в 1690 году изобрести овальный спинет и спинеттон, а около 1700 года изобрести новый музыкальный инструмент - рояль.

### Личная жизнь
Кроме музыки,  другой главной страстью Фердинандо были интимные отношения, в том числе и с мужчинами, в частности с венецианским кастратом Чеккино.
В 1689 году Фердинандо Медичи женили на Виоланте Беатрисе Баварской, дочери Фердинанда Марии, курфюрста Баварского и Генриетты Аделаиды Савойской. Хотя жена, как и он, любила музыку, и еще больше любила мужа, он испытывал к ней неприязнь. Этот брак был несчастлив и бесплоден.
В 1696 году Фердинандо Медичи отправился на карнавал в Венеции, где итогом его беспорядочных половых связей стало заражение сифилисом. К 1710 году здоровье великого принца окончательно испортилось, и ежегодные оперные постановки в Пратолино, проходившие под его эгидой, пришлось прекратить.
Фердинандо Медичи умер 31 октября 1713 года, не оставив после себя потомства.